# زنده ماندن در شب
در شب زنده بمان (به انگلیسی: Survive the Night)   (همچنین با عنوان شب طولانی نیز شناخته می‌شود)  یک فیلم سینمایی آمریکایی در ژانر  هیجان انگیز اکشن محصول سال ۲۰۲۰ به کارگردانی مت اسکندری و با بازی بروس ویلیس است.

## موضوع
پس از اینکه ماتیاس در یک سرقت زخمی می‌شود، برادرش جیمی دکتر ریچ را از بیمارستان تا خانه دنبال می‌کند. سپس جیمی همسر و دختر ریچ را گروگان می‌گیرد تا او برادرش را درمان کند. این باعث می‌شود ریچ با همکاری پدرش فرانک (با بازی ویلیس) که قبلا کلانتر بوده از خانواده خودشان محافظت کنند.

## داستان
دو تبهکار به نام‌های جیمی و ماتیاس در سرقتی نافرجام از یک گاراژ شرکت دارند؛ جیمی بدون برنامه‌ریزی قبلی تصمیم به سرقت می‌گیرد، اما صاحب گاراژ مقاومت می‌کند. جیمی به یکی از گروگان‌ها شلیک می‌کند و ماتیاس از ناحیه پا تیر می‌خورد. آن‌ها می‌گریزند، اما ماتیاس نیاز فوری به درمان دارد. آن دو پس از ورود به خانه‌ای، یک پزشک بدنام (با بازی چَد مایکل موری) را همراه با خانواده‌اش گروگان می‌گیرند و از او می‌خواهند گلوله را از پای یکی از آن‌ها خارج کند.
با این حال، پدر پزشک، فرانک (با بازی بروس ویلیس)، درمی‌یابد که همسرش کشته شده‌ است. ریچ (پزشک) با موفقیت گلوله را خارج می‌کند، اما فرانک در فرصتی ناگهانی چاقوی جراحی را برمی‌دارد و جیمی را زخمی می‌کند. جیمی نیز با چاقویی بزرگ به فرانک حمله می‌کند و او را می‌زند، اما فرانک موفق به فرار در دل شب می‌شود. ریچ ماتیاس را تهدید می‌کند که اگر جیمی شلیک نکند، سرخرگ پای او را می‌برد، اما جیمی به شانهٔ ریچ شلیک می‌کند. زخم ماتیاس بسته نمی‌شود و فقط با گیره‌های جراحی خونریزی آن مهار شده‌ است، پس عملاً ناتوان باقی می‌ماند. در این حین، فرانک به خانه بازمی‌گردد و کنار پیکر بی‌جان همسرش می‌نشیند. از پشت پنجره پسر زخمی‌اش را می‌بیند و در گاراژ با او دیدار می‌کند. ریچ به پدرش آموزش می‌دهد که چگونه با زخم گلوله‌اش کنار بیاید. جیمی و ماتیاس نیز در حال بررسی گزینه‌های پیش‌رویشان هستند.
صبح روز بعد، جیمی تصمیم می‌گیرد خانواده را بیابد و بکشد. «جَن» و «رایلی» در ساختمانی جداگانه هستند. فرانک و ریچ تصمیم می‌گیرند مقابله کنند؛ ریچ در گاراژ جیمی را بیهوش می‌کند و فرانک سوار بر ماشین، او را از خانه دور می‌سازد. با این حال، جیمی به خانه بازمی‌گردد تا سایر اعضای خانواده را پیدا کند. ریچ و جن یکدیگر را می‌یابند، اما جیمی از پشت به ریچ حمله کرده و او را بیهوش می‌کند. وقتی ریچ به هوش می‌آید، دوباره در خانه است؛ جیمی او را مجبور می‌کند عمل را به پایان برساند، اما ماتیاس حین عمل جراحی جان می‌دهد. در همین حال، فرانک به خانه بازمی‌گردد و جن را آزاد می‌کند. جیمی ریچ را تهدید به قتل می‌کند، اما جن با شلیک به‌سوی او تلاش می‌کند مانع شود؛ تیرش خطا می‌رود و فرار می‌کند و جیمی نیز او را تعقیب می‌کند. ریچ اسلحه‌ای برمی‌دارد، به‌دنبال آن‌ها می‌رود و در نهایت جیمی را می‌کشد. خانواده در ایوان خانه دوباره گرد هم می‌آیند.

## بازیگران
- بروس ویلیس در نقش  فرانک
- چاد مایکل موری
- شی باکنر
- تایلر جان اولسون در نقش ماتیاس
- لیدیا هال
- جسیکا آبرامز در نقش  راشل
- سارا لین هولبروک
- جف هولبروک

## تولید
فیلمبرداری اصلی در کلمبوس، جورجیا انجام شده است.   